# Jacob Merchier
Jacob Merchier (* 24. April 1661 in Elbing; † 25. April 1700 in Halle (Saale)) war ein kurbrandenburgischer Hofprediger und Konsistorialrat im Herzogtum Magdeburg in Halle.

## Leben

### Herkunft und Familie
Jacob war ein Sohn des gleichnamigen Senators in Elbing und der Sabine Meninger. Er vermählte sich 1691 mit Emilie Elisabeth Ursinus (* 1674; † nach 1709), Tochter des Hofpredigers Benjamin Ursinus. Seine verwitwete Gattin heiratete 1706 in zweiter Ehe den ebenfalls reformierten Prediger Sigismund Lupichius (1680–1748).

### Werdegang
Nach seiner Schulbildung auf dem Gymnasium in Thorn, die er in Frankfurt und anschließend in Belgien, England und Frankreich vollendete, wurde er nach seiner Rückkehr nach Berlin vom Kurfürsten als Gesandtschaftsprediger nach Paris entsandt. Ab dem Jahr 1691 war er 1. Domprediger sowie ab 1697 auch Hofprediger am Halleschen Dom.

## Werke
- Die Liebe zu Gott von jungem Herzen, Saalfeld u. Halle, 1694 (Digitalisat) in der Deutschen Digitalen Bibliothek